# Scelolyperus graptoderoides
Scelolyperus graptoderoides is een keversoort uit de familie bladkevers (Chrysomelidae). De wetenschappelijke naam van de soort werd in 1874 gepubliceerd door George Robert Crotch.